# Оттон I (ландграф Гессену)
Оттон I (нім. Otto I.; бл. 1272 — 17 січня 1328) — 2-й ландграф Гессенський в 1311—1328 роках.

## Життєпис
Походив з Гессенського дому. Другий син Генріха I, ландграфа Гессенського, від його першої дружини Адельгейди Брауншвейзької. Народився близько 1272 року в Марбурзі. Здобув класичну освіту.
1292 року вступив у конфлікт з батьком, через бажання того відокремити з Гессенського ландграфства володіння для синів від другого шлюбу. 1298 року після смерті старшого брата Генріха став спадкоємцем трону.
1308 року після смерті Генріха I успадкував Верхній Гессен, його зведений брат Йоганн отримав Нижній Гессен. Володіння Оттона I охоплювали землі з містами Марбург, Гіссен, Грюнберг та Альсфельд. 1309 року викупив в лицарського роду Дернбахерів їх замок Аль-Дернбахер, який повернув колишньому власнику Арнольду фон Дернбаху вже як гессенський феод.
1311 року після смерті брата Йоганна приєднав Нижній Гессен. Разом з тим намагався порозумітися з Нассауським домом щодо володінь в панстві Дернбахер. Було домовлено не будувати нових замків на суперечних землях.
Разом з тим опікувався про розвиток міст Марбург і Кассель, в яких почергово мешкав. Він виступив проти надання місту Мюнден прав посередницької торгівлі сіллю. Замість цього намагався зробити таким центром Кассель.
1320 року Оттон I звів замок Валленфельс в володіннях Дернбахерів. На Нижній Гессен висунув претензії Матіас фон Вухегг, архієпископ Майнца, який обійняв кафедру 1321 року. В результаті почалося військове та судове протистояння. У 1325 році війська графа Генріха II фон Нассау зруйнували замок Альт-Дернбахер і захопили Валленфельс. У відповідь ландграф Гессенський звів новий замок — Гессенвальд на землях лицарів Бікен. Спільно з Нассау став діяти архієпископ Майнца.
1327 року гессенська армія зазнала поразки від нассаусців в битві біля Зайберцгаузена. Невдовзі майнцькі війська за підтримки трірців захопили Гісссен, але Оттон I за підтримки містян швидко повернув його під свою владу. Війна не завершилася до самої смерті Оттона I.
Намагався попередити суперечки між синами за спадщину, щоб Гессен не було розділено. Помер Отто 17 січня 1328 року в Касселі. Його поховали в монастирі Ахнаберг.

## Родина
Дружина — Адельгейда, донька Оттона III, графа Равенсберзького
Діти:
- Оттон (1301—1361) — архієпископа Магдебурга
- Генріх (1302—1376) — ландграф Гессену
- Людвіг (1305—1345) — володар замку Гребенштайн
- Герман (д/н—1368/1370)
- Єлизавета (д/н — після 1354) — дружина Рудольфа II Асканія, курфюрста Саксонії